# 3-й саміт G7

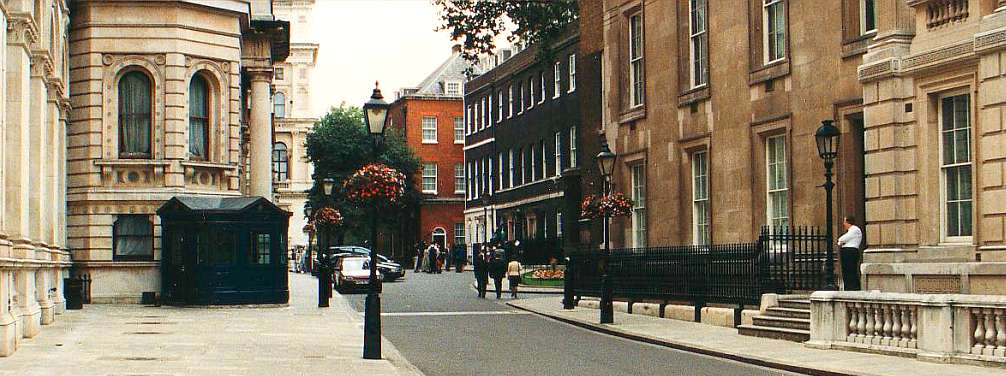

3-й саміт Великої сімки — зустріч на вищому рівні керівників держав Великої сімки, проходив 7-8 травня 1977 року в Лондоні (Велика Британія).

## Учасники
| Core G7 members   |                   |                       |                 |
| Учасник           | Учасник           | Представляє           | Посада          |
| Канада            | Канада            | П'єр Трюдо            | Прем'єр-міністр |
| Франція           | Франція           | Валері Жискар д'Естен | Президент       |
| Німеччина         | Німеччина         | Гельмут Шмідт         | Канцлер         |
| Італія            | Італія            | Джуліо Андреотті      | Прем'єр-міністр |
| Японія            | Японія            | Фукуда Такео          | Прем'єр-міністр |
| Велика Британія   | Велика Британія   | Джеймс Каллаган       | Прем'єр-міністр |
| США               | США               | Джиммі Картер         | Президент       |
| Європейський Союз | Європейський Союз | Рой Дженкінс          | Президент ЄС    |